# SEAT 124
El Seat 124 és una berlina de categoria mitjana i quatre portes laterals, amb motor davanter longitudinal i propulsió posterior. Es tracta d'una versió del Fiat 124 original produïda sota llicència a la Zona Franca de Barcelona per la marca catalana. Entre 1968 i 1980 van ser construïdes a prop de 900.000 unitats d'aquest automòbil.

## Història
El 1969 es va introduir la versió de 5 portes amb carrosseria de tipus Familiar, que va deixar de produir-se el 1975, en el moment de transferir-se la producció del model a la que havia estat l'antiga factoria d'Authi a Landaben (Navarra).
Seat també va produir dues de les versions del Fiat 124 Sport Coupe amb carrosseria de dues portes: la segona corresponent, al Fiat 124 Sport Coupe BC i dotada amb el motor biarbre de 1608 cm3, i la tercera, el Fiat 124 Sport Coupe CC, equipada amb el de 1756 cm3.
El seu motor original de 1.197 cm3 rendia al principi una potència màxima de 60 HP (DIN). Refrigerat per aigua, tenia quatre cilindres en línia i estava alimentat per un carburador vertical de dos cossos. L'any 1973, amb la introducció del Seat 124-LS, es va incorporar a la gamma una nova variant que oferia un rendiment de 65 HP (DIN).
L'any 1974, el Fiat 124 cedeix el seu lloc al seu substitut el Fiat 131, i cessa la seva producció. El Seat 124, no obstant això, l'any 1975 va ser reestil·litzat per Giorgetto Giugiaro i comercialitzat com a Seat 124-D "Versió ´75", resultant una evolució del model que no admetia comparacions en la casa mare. Aquesta sèrie, més endavant unificà alguns dels seus components amb els del Seat 131, tals com el pont posterior d'aquest model, adoptat a partir de 1978, i que implica la desaparició dels discs de fre posteriors en les versions bàsiques. Les òptiques circulars de la versió inicial van ser substituïdes per altres de forma rectangular i es renovà la part posterior; rebia a més altres lleugeres modificacions, alhora que s'unificaven les gammes Seat 124 i Seat 1430. El nou model fou oficialment presentat com Seat 124 D ''versió ´75''. Iniciada la seva producció a la factoria de la Zona Franca de Barcelona, l'any 1976 aquesta es trasllada a l'antiga fàbrica d'Authi a Landaben (Pamplona); aquest canvi suposà la desaparició al catàleg de les carrosseries de cinc portes. Les matrius d'estampació de la carrosseria del Seat 124-D, "Versió ´75",' van ser cedides per Fiat l'any 1981 al constructor Hindú Premier Automobiles Ltd, i, així, es donà lloc a la fabricació en aquell país del Premier 118 NE. Les versions del Seat 124 equipades amb els motors de doble arbre de lleves, aparegudes a partir de l'any 1976, van resultar victorioses en competicions de tota classe, i van ser popularment conegudes entre els afeccionats com '''FL''', en referència al codi intern de la marca per al model. Aquest motor, igual que la inicial mecànica d'arbre de lleves lateral, va ser creat per '''Aurelio *Lampredi''', el genial enginyer italià que tantes victòries va proporcionar a Ferrari. Amb aquests cotxes, i de la mà de l'equip oficial de competició de la marca, van arribar els èxits internacionals més destacats, com els 3r, 4t i 7è llocs aconseguits pels pilots catalans Zanini, Cañellas i Servià al Ral·li de Montecarlo de 1977.

## Versions del SEAT 124

### SEAT 124 (FA) 1968-1971

#### Motor de 1.197 cm3 i nivell d'acabat básic.
El primer 124 produït per SEAT a Barcelona. Similar en tot al segon model de Fiat, adopta, de la mateixa manera que fa simultàniament el seu homòleg italià que ja va per la seva segona evolució, un carburador de flux vertical anàleg al del recentment presentat Fiat 124 Special, en comptes del de flux horitzontal amb el qual aquesta mecànica va néixer al seu país d'origen. Inicialment munta la transmissió "blindada", amb la segona secció de l'eix de transmissió dins d'un tub de parell de reacció, per la qual cosa no muntava braços superiors però sí una barra estabilitzadora per davant del grup diferencial. L'any 1969, en aparèixer la segona sèrie de Seat 124 s'incorpora la nova transmissió i suspensió posterior procedent del Fiat 124 Special de 1968 i gradualment es van adoptant pneumàtics d'estructura radial en comptes de diagonal.

### SEAT 124 "Lujo" (FB) i SEAT 124 L (FB-02) 1968-1971

#### Tots dos amb motor de 1.197 cm3 i nivell d'acabat superior. El segon, substitueix a la gamma al primer a partir de la segona sèrie de SEAT 124 l'any 1969.
El primer, que lluïa el mateix anagrama al darrere que el 124 bàsic, sense especificar que es tractava d'aquesta versió especial, incorporava unes motllures de crom en tots dos laterals, capot motor, i tapa de la maleta, a més d'un receptor de ràdio "*Marconi" de petites dimensions en la, denominada per la marca en el seu manual d'ús i entreteniment, "cavitat vacant" del tablier, amb el seu corresponents altaveu i antena. Una d'aquestes escasses unitats que sobreviu avui dia, és el famós "SEAT un milió". El segon substitueix al primer a la fi de l'any 1969; a més d'incorporar la nova suspensió posterior i transmissió introduïda pel Fiat 124 Special en 1968, afegeix, entre d'altres, el tablier i quadre d'instruments amb tacómetre procedents del mateix cotxe, similars als del Seat 1430, però amb l'escala del velocímetre graduada fins als 160 km/h, cónsola central i encenedor elèctric, un nou volant de direcció heretat del Fiat 125, seients anatòmics similars als del Seat 1430 però tapissats íntegrament en "Nappel", llum de marxa enrere sota el paracops posterior, i moqueta al terre, tot i que perd el receptor de ràdio respecte al model al que substitueix.

### SEAT 124-D (FA-03) 1971-1975

#### Motor de 1.197 cm3 i nivell d'acabat bàsic.
Amb aquesta possada al dia, similar a l'efectuada al país d'origen amb el nou Fiat 124 "B", el Seat 124 rep doble circuit hidràulic de frens, nous pilots sobredimensionats a la part del darrere, extractors d'aire en els muntants posteriors, escuts protectors als paracops com els del Seat 1430, i uns seients de disseny anatòmic similars als de l'antic Seat 124-L i el 1430. La nova calandra és ara a força de franges horitzontals alternatives cromades i anodizadas en negre, i estrena un termòmetre d'aigua en el quadre d'instruments, un nou comandament per als eixugaparabrises en la columna de direcció, i intermitents laterals més compactes que els anteriors en les aletes davanteres, a l'hora que perd el cèrcol concèntric del clàxon al volant.

### SEAT 124-D "Lujo" (FB-03) 1971-1973

#### Motor de 1.197 cm3 i nivell d'acabat superior.
Sobre el model bàsic anterior, afegeix servofrè, lluneta posterior térmca, alternador, llum de marxa enrere, motllures en laterals, capot motor, i tapa de maleta; tablier, cónsola central, catifes tèxtils, encenedor elèctric, quadre d'instruments, i volant similars als del Seat 1430, i en les primeres unitats, el teixit de la zona central en la tapisseria dels seients, era similar a la del Seat 124 Sport Coupe contemporani. Més tard, aquesta s'unifica amb la del Seat 124-D bàsic.

### SEAT 124-LS (FB-05) 1973-1974

#### Motor de 1.197 cm3 potenciat, amb 65 HP (DIN), i nivell d'acabat superior.
Gràcies a un nou disseny en la cambra de combustió de la culata, i a un arbre amb major alçada de lleva i diferents reglatges al seu carburador, s'aconsegueixen 5 HP (DIN) d'increment respecte al motor de les anteriors versions. Als acabats del Seat 124-D, també afegeix llunes acolorides en verd, servofrè, alternador, llum de marxa enrere, tapisseria integral en vellut sintètic, i manetes de les portes, motllures cromades en laterals i tapa de maleta, intermitents laterals en forma de fletxa, tablier, quadre d'instruments, cónsola central, volant, i encenedor elèctric similars als del Seat 1430. En les primeres unitats, la lluneta posterior tèrmica s'ofereix en opció; més tard, passa a formar part de l'equip de sèrie.

### SEAT 124-D "Extres" (FB-11) 1974-1975

#### Motor de 1.197 cm3 potenciat, amb 65 HP (DIN), i nivell d'acabat superior.
Sobre un Seat 124-D, afegeix els interiors complets, llunes acolorides, lluneta posterior tèrmica, i alternador del Seat 124-LS, així com el seu motor de 65 HP (DIN) de rendiment, desplaçant-lo del catàleg de la marca, mantenint la resta sense canvis respecte al Seat 124-D bàsic, que també adopta aquesta mecànica més potent en comptes de l'anterior.

### SEAT 124-D "Versió ´75" (FL-00) 1975-1980

#### Motor de 1.197 cm3 i nivell d'acabat bàsic.
Versió d'accés a la gamma del nou SEAT 124-D "Versió ´75", reesti·litzat per Giorgetto Giugiaro. A més del redisseny general que experimenta el model, adopta un tablier inèdit, i afegeix doble llum de marxa enrere integrat en els nous pilots posteriors. Es tracta del relleu de l'anterior Seat 124-D, i experimenta diversos canvis de detall al llarg de la seva producció, inclosos la substitució dels frens posteriors de disc que va equipar al principi, igual que totes les anteriors versions del model fins al moment, per uns altres de tambor, juntament amb un nou eix motriu posterior procedent del Seat 131, i el trasllat de la clau de contacte a la part superior dreta de la columna de direcció.

### SEAT 124-D Versió ´75 LS (FL-03...) 1975-1980

#### Motor de 1.197 cm3 i nivell d'acabat superior.
Sobre el Seat 124-D "Versió ´75" en la seva versió bàsica, afegeix llunes acolorides en verd, lluneta posterior tèrmica, servofrè, alternador, tablier (ara amb franja central i tapa de quadre d'instruments en color negre antirreflexes, similars a les de l'antic Seat 1430 Especial, en comptes de l'anterior imitació de fusta), quadre d'instruments, consola central, encenedor elèctric, catifes tèxtils i volant similars als de l'antic Seat 124-LS; tapisseria integral en vellut sintètic i panells interiors de porta del Seat 124-LS en les primeres unitats fabricades a Barcelona; tapisseria en un teixit amb un tacte més aspre, i nous panells interiors de porta en les posteriorment fabricades a Landaben, per finalitzar la seva producció compartint amb les versions biarbre els seients equipats amb reposacaps. Va sofrir diversos canvis de detall al llarg de la seva producció, inclosos la substitució dels frens de disc posteriors que havien equipat a totes les versions del model fins a aquest moment, per uns altres de tambor, juntament amb un nou eix motriu posterior procedent del SEAT 131, i el trasllat de la clau de contacte a la part superior dreta de la columna de direcció.

### SEAT 124-D Versió ´75 Especial 1430 (FL-10/11/12) 1975-1980

#### Motor de 1.438 cm3 i nivell d'acabat superior.
Adopta el motor d'1.438 c. c. i 75 HP (DIN) del desaparegut SEAT 1430. És similar en la resta al Seat 124-D LS de la seva mateixa època, i experimenta la mateixa evolució, excepte en la possibilitat que adquireix a partir de l'any 1977, de rebre de manera opcional una caixa del canvi dotada amb cinc velocitats sincronitzades.

### SEAT 124-D Versió ´75 Especial 1600 (FL-40/45) 1976-1979

#### Motor de 1.592 cm3 i nivell d'acabat superior.
Els FL-40 i FL-45, incorporen respectivament el propulsor de 1.592 c. c., amb una potència màxima de 90 HP (DIN), i baixa compressió adequada al consum de gasolina normal de baix octanatge en el primer cas, i en la seva versió de 8,9:1 de relació de compressió i 95 HP (DIN) en el segon. Similars en tot la resta al Seat 124-D Especial 1430 contemporani, incorporen des de l'inici, igual que la resta de versions biarbre, un sistema d'escapament amb major diàmetre i diferent concepció a la resta de la gamma, i llandes "Stylo", sense els tradicionals embellidors cromats, i 5,5" d'amplada. La carrosseria, en tots dos casos, es va pintar exclusivament en colors vermell ataronjat o alumini, aquest últim metal·litzat.

### SEAT 124-D Versió ´75 Especial 1800 (FL-80/82) 1976-1978

#### Motor de 1.756 cm3 i nivell d'acabat superior
També popularment coneguts, a diferència de les altres versions, com "*FL", són similars als FL-40 i 45, sobre els quals aporten el motor biarbre de 1.756 c. c. en la seva versió (FC) de 114 HP (DIN), i discs de fre en l'eix posterior. El FL-82, afegeix sobre el FL-80 al que substitueix, una direcció de pinyó i cremallera, un volant de menor diàmetre que comparteix amb el Seat 1200 Sport (procedent del Fiat 128 Rally en la seva segona generació), nous reglatges de suspensió amb menor altura al tren posterior, encesa electrònica sense ruptors, i fars dotats de llums de iode. Al principi, el FL-80 es comercialitza exclusivament pintat en color vermell ataronjat; en les últimes unitats, també estarà disponible el color blanc. El nou FL-82 es comercialitza únicament amb la seva carrosseria pintada en un to vermell viu, una mica més fosc que el del seu antecessor el FL-80.

### SEAT 124-D Versió ´75 Especial 2000 (FL-90) 1978-1979

#### Motor de 1.919 cm3 i nivell d'acabat superior
Exactament igual al seu predecessor el FL-82, al que substitueix, inclòs el seu to de pintura color vermell com a únic disponible, es diferencia d'ell en el nou motor biarbre de 1.919 c.c., desenvolupat per motius fiscals al Centre Tècnic de SEAT a Martorell, a partir del motor italià de 1995 cc al qual se li redueix la carrera del pistó, i en la seva variant de 114 HP (DIN), a més de per les noves cobertes en dimensions de 175/70 SR 13 en comptes de les 155 SR 13 comuns a la resta de versions del FL. Destaquen també les seves bandes laterals i logotip en la tapa del maleter, adhesius i de color negre, amb la inscripció 2000.

### SEAT 124 5p (FJ) / SEAT 124-D 5p (FJ-02) / SEAT 124-D "Versió ´75" 5p (FN) 1969-1976

#### Motor de 1.197 cm3 i nivell d'acabat bàsic en els tres.
Exclusivament amb motor de 1.197 cm3, variant amb carrosseria de gènere familiar i portó posterior dels models 124, 124-D i 124-D "Versió ´75". El trasllat de la producció del model a la factoria de Landaben, antiga planta de muntatge d'Authi, va suposar el cessament de producció de la carrosseria de 5 portes, per la qual cosa és molt reduït el nombre d'unitats fabricades del SEAT 124-D "Versió ´75" 5p, que té el codi intern de Seat FN.

### SEAT 124 Sport Coupe 1600 (FC-00) / 1800 (FC-02) 1971-1975
Coupés de dues portes amb vocació de Gran Turisme, motors biarbre de 1.608 (origen Fiat 125), i 1.756 cm3 (origen Fiat 132), canvi de cinc velocitats sincronitzades en ambdues versions, i alimentació per dos carburadors de doble cos en el 1600, i un solament en el 1800. Carrosseries corresponents al Fiat 124 Sport Coupe en les seves segona i tercera generacions, i diferenciades entre si segons motorització.